# Enrique Valdivieso
Enrique Valdivieso González (ur. 1943 w Valladolid, zm. 2 lutego 2025 w Sewilli) – hiszpański historyk sztuki, specjalista w dziedzinie sewilskiej szkoły malarstwa.
Studiował w Valladolid i Madrycie. W latach 1970–1975 był adiunktem historii sztuki na Uniwersytecie w Valladolid. W 1975 objął stanowisko profesora nadzwyczajnego na Uniwersytecie La Laguna, a w 1976 na Uniwersytecie w Sewilli. Od 2016 roku jest emerytowanym profesorem historii sztuki na Uniwersytecie w Sewilli. W 1996 roku został członkiem Real Academia Sevillana de Buenas Letras.
2 lutego 2025 Enrique Valdivieso oraz jego żona Carmen Martinez, zginęli w pożarze swojego domu przy calle Mateos Gago w Sewilli.

## Publikacje
- La pintura en Valladolid en el Siglo XVII (1971)
- Juan de Roelas (1978),
- Pintura sevillana del siglo XIX (1981)
- Valdes Leal (1988)
- Murillo: sombras de la Tierra, luces del cielo (1990)
- Pintura barroca sevillana (2003)
- Vanidades y desengaños de la pintura española del siglo de oro (2003)
- Murillo, catálogo razonado de pinturas (2011)
- Recuperación visual del patrimonio perdido: Conjuntos desaparecidos de la pintura sevillana de los Siglos de Oro (2011)